# South Bank Parkland
South Bank Parkland är en park i Australien. Den ligger i kommunen Brisbane och delstaten Queensland, nära delstatshuvudstaden Brisbane. South Bank Parkland ligger 10 meter över havet.
Runt South Bank Parkland är det mycket tätbefolkat, med 1 573 invånare per kvadratkilometer.. Närmaste större samhälle är Brisbane, nära South Bank Parkland.
Runt South Bank Parkland är det i huvudsak tätbebyggt. Genomsnittlig årsnederbörd är 1 424 millimeter. Den regnigaste månaden är januari, med i genomsnitt 275 mm nederbörd, och den torraste är oktober, med 21 mm nederbörd.